# Future Force
Future Force ist ein US-amerikanischer Actionfilm aus dem Jahr 1989 von David A. Prior, der gemeinsam mit Thomas Baldwin das Drehbuch verfasste. In der Hauptrolle ist David Carradine zu sehen.

## Handlung
In einer fiktiven Zukunft zu Beginn der 1990er Jahre nahm die Kriminalität in den USA drastisch zu. Die Gefängnisse waren überfüllt, die Polizei unterbesetzt. Nach und nach wurde das System der Polizei abgeschafft und Kriminelle verabschiedeten neue Gesetze. Seitdem sind nicht mehr Polizisten für die Strafverfolgung zuständig, sondern eine Organisation von Kopfgeldjägern namens „C.O.P.S.“ (Civilian Operated Police Systems). John Tucker ist ein solcher Kopfgeldjäger und verdient sein Geld im Namen der Gerechtigkeit in Los Angeles. Einer seiner Arme ist mit einem metallenen Armstück verbessert, wodurch er in der Lage ist, Laserstrahlen zu verschießen. Er erhält den Auftrag, die junge Reporterin Marion Sims vor ehemaligen und nun bösartigen Polizisten zu beschützen.
Allerdings hat Tucker seine vorherigen Missionen nicht alle verarbeiten können. Weil er so viel Korruption und Verrat erlebt hat, gilt er als verbittert, vereinsamt und ist Alkoholiker. Dennoch verschreibt er sich der Mission, das Leben von Sims zu beschützen, die auf die Abschussliste geraten ist, da die Reporterin Beweise für die Korruption und Ineffektivität des C.O.P.S.-Systems ausfindig gemacht hat. Es stellt sich heraus, dass sogar der Leiter der Organisation Jason Adams korrupt ist.
Adams ist daran interessiert, dass seine Machenschaften weiterhin geheim bleiben und nicht an die Öffentlichkeit gelangen. Zu diesem Zwecke versucht er, Tucker für sich zu gewinnen. Da sich dieser allerdings voll seiner Mission verschrieben hat, Sims zu beschützen, wird auch auf ihn ein Kopfgeld ausgesetzt. Wenig später werden sie von Kopfgeldjägern des C.O.P.S. verfolgt. Als einziger Verbündeten verbleibt Billy, ein Computergenie der aufgrund einer Gehbehinderung auf einen Rollstuhl angewiesen ist. Zu dritt wollen sie die Machenschaften des C.O.P.S. an die Öffentlichkeit bringen.

## Hintergrund

### Produktion
Die Dreharbeiten begannen im September 1988. Gedreht wurde in und um Los Angeles sowie in Riverside. Weitere Drehorte befanden sich im Süden von Kalifornien.
Im Folgejahr erschien mit Future Zone eine Fortsetzung, in dieser Carradine wieder in die Rolle des John Tucker schlüpfte.

### Veröffentlichung
Am 9. November 1989 erschien der Film im Label A.I.P. im US-amerikanischen Videoverleih. In Deutschland erschien der Film am 5. März 1990 im deutschen Videoverleih, ehe er ab dem 31. März 2020 auch als DVD und Blu-ray Disc im Handel erschien.
Im Februar 2024 erschien der Film auf Prime Video von Amazon. Außerdem ist der Film auf Tubi verfügbar.

## Rezeption
„Stereotyper Actionfilm voller Ungereimtheiten; formal weit unter Durchschnitt.“

Der Filmkritiker Lor schrieb in seiner Filmreview für das Magazin Variety, dass der Film „in seiner Science-Fiction-Herangehensweise an die Zukunft der Strafverfolgung einige ungewöhnliche gesellschaftliche Kommentare bietet“ und dass der Film „Low-Tech ist, aber in puncto Fantasie hoch punktet“.
Creature Feature gab dem Film 2,5 von fünf Sternen und lobte die Leistung von Carradine, fand aber sonst wenig Sympathisches an dem Film. Moria gab dem Film 2 Sterne und verwies auf minimale Science-Fiction-Elemente sowie ein unwahrscheinliches Szenario in der nahen Zukunft.
Im Audience Score, der Zuschauerwertung auf Rotten Tomatoes, hat der Film bei mehr als 100 Abstimmungen eine Wertung von 14 %. In der Internet Movie Database hat der Film bei über 1.200 Stimmabgaben eine Wertung von 3,3 von 10,0 möglichen Sternen (Stand: September 2024).